# Густав фон Арним (генерал)
Карл Густав Теодор фон Арним (на немски: Karl Gustav Theodor von Arnim; * 1 май 1796 в Бранденбург ан дер Хавел; † 21 юни 1877 в Потсдам) от род Арним е пруски генерал от пехотата.
Той е син на пруския майор Густав Фридрих фон Арним (1767 – 1813) и съпругата му Августа Вилхелмина Амалия фон Арним (1775 – 1829) от род Бранденщайн.
Той се записва да следва през 1813 г. в университета в Берлин, и на 3 февруари 1813 г. влиза като доброволец в пруската войска. Той участва в „Освободителната война“ против Наполеон и на 14 април 1814 г. е повишен на секонде-лейтенант. След войната той става майор на 30 март 1840 г. През април 1851 г. е повишен на полковник и на 26 октомври 1854 г. е генерал-майор и напуска войската на 26 ноември 1864 г. като генерал от сухопътните войски. Той е награден с множество ордени.

## Фамилия
Густав фон Арним се жени на 11 юли 1827 г. в Потсдам за фрайин Албертина фон Монтмартин (1797 – 1863), дъщеря на фрайхер Йохан Лудвиг Емил фон Монтмартин († 1837). Те имат децата:
- Густав (1829 – 1909), пруски сухопътен генерал, женен на 9 юни 1855 г. в Берлин за Елиза Гумтау (1830 – 1914)
- Хелена (1830 – 1903), омъжена 1850 г. за Карл Густав Юлиус фон дер Ланкен (1812 – 1874)
- Албертина Елизабет (1831 – 1877), омъжена 1849 г. за Фридрих Вилхелм Хайнрих фон Берг (1817 – 1879)
- Бернхард (1833 – 1917), пруски генерал-майор, женен 1861 г. за Агнес фон Якобс (1843 – 1907)
- Цецилия (1841 – 1927), омъжена 1863 г. за фрайхер Конрад Евзебиус Рот фон Шрекенщайн (1829 – 1905), син на генерал Лудвиг Рот фон Шрекенщайн (1789 – 1858) и Луиза фон Хатцфелд (1800 – 1835).